# Steenberg
Steenberg est un quartier résidentiel situé dans la banlieue sud-est de la ville du Cap en Afrique du Sud.
Durant l'apartheid (1948-1991), le quartier était affecté à la seule population coloured, notamment les métis du Cap.

## Localisation
Steenberg est situé au sud de Retreat, à l'ouest de la route M5 (Prince George Drive) et des quartiers de Lavender Hill et de Seawinds (des extensions de Steenberg), au nord de Military Road et des faubourgs de Lakeside et Muizenberg ainsi qu' à l'est de la route M4 et des faubourgs de Kirstenhof.

## Démographie
Selon le recensement de 2011, Steenberg compte 4 168 résidents, principalement issus de la communauté Coloured (93,50%). Les noirs, population majoritaire dans le pays, représentent 4,05 % des habitants et la communauté blanche à peine 0,70 % des résidents.
Les habitants sont à 54,08 % de langue maternelle anglaise et à 43,74 % de langue maternelle afrikaans.

## Politique
Situé dans le 20e arrondissement du Cap (subcouncil 20), Steenberg est inclus au côté de Kirstenhof, Heathfield, Westlake, Steenberg (partiellement), Lakeside (partiellement) - Retreat (partiellement) - Bergvliet (partiellement), Constantia (partiellement) dans le ward n° 71, un bastion de l'Alliance démocratique .
Situé dans les 18 et 20e arrondissement (subcouncil) du Cap, Steenberg se partage entre 4 wards acquis politiquement à l'Alliance démocratique (2016-2021) : 
- le ward 68 : Lavander Hill (partiellement) - Steenberg (partiellement) [3]
- le ward 71 : Kirstenhof - Tokai - Heathfield - Westlake - Steenberg (partiellement) - Lakeside (partiellement) - Retreat (partiellement) - Bergvliet (partiellement) - Constantia (partiellement) [2]
- le ward 72 : Elfindale - Heathfield (partiellement) - Steenberg (partiellement)- Retreat (partiellement) - Southfield (partiellement)[4]
- le ward 110 : Lavenderhill (partiellement) - Steenberg (partiellement) - Retreat (partiellement) - Grassy Park (partiellement) [5]